# Takt (Reiten)
| Ausbildungsskala der FN                                                       |
| ----------------------------------------------------------------------------- |
| - Takt - Losgelassenheit - Anlehnung - Schwung - Geraderichtung - Versammlung |
| Gleichgewicht Durchlässigkeit                                                 |

Takt ist das räumliche und zeitliche Gleichmaß aller Schritte, Tritte und Sprünge. Der Takt muss in allen Tempi – Arbeitstempo, Verstärkung und  Versammlung – gegeben sein und erhalten bleiben. Der Takt ist der erste Punkt der Ausbildungsskala. Die anderen Punkte der Ausbildungsskala sind auf dem Takt aufbauend bestimmt. Um den Takt eines Pferds beurteilen zu können, braucht man Grundkenntnisse über die Grundgangarten des Pferdes.
Bei einem taktmäßig gehenden Pferd bleibt das Gleichmaß nicht nur auf gerader Linie, sondern auch in allen Übergängen und Wendungen erhalten.
Der Takt muss der jeweiligen Gangart entsprechen. Der Schritt ist ein Viertakt, Trab ein Zweitakt und der Galopp ein Dreitakt.

## Erreichen/Festigen des Taktes
Ausbildungsgrundlagen, die für ein taktmäßiges Reiten/Fahren notwendig sind, sind unter anderem die folgenden.
- durch Einhalten eines bestimmten, dem jeweiligen Pferd angepassten Grundtempos
- gleichmäßiges Treiben
- gefühlvolle, weiche Zügelhilfen
- reiten in Selbsthaltung
- geschmeidiges Eingehen in die Bewegung des Pferdes durch mitschwingen in der Mittelpositur Becken

## Taktfehler
Ursachen für Taktfehler können unter anderem die folgenden sein.
- zu starke Handeinwirkung (Zügellahmheit)
- zu wenig treibende Hilfen
- missverstandenes Vorwärtsreiten (eiliger Bewegungsablauf, Taktstörungen)
- physiologisch falsche Haltung des Pferdes (Absolute Aufrichtung, Rollkur)

## Korrektur
Ansätze, wie Taktfehlern begegnet werden kann, sind unter anderem die folgenden.
- lösende Übungen mit häufigen Übergängen
- Überprüfung der Selbsthaltung
- longieren
- Cavalettiarbeit
- Springgymnastik, Reiten im Gelände